# Welshpool Town Football Club
Welshpool Town F.C. (ora conosciuta come Technogroup Welshpool Town F.C. per motivi di sponsorizzazione) è una squadra di calcio della città gallese di Welshpool, che milita nella Cymru Alliance. Gioca le gare casalinghe allo stadio Maes y Dre Recreation Ground, 2000 spettatori (257 posti a sedere).

## Storia
La squadra è stata fondata nel 1878 come Welshpool Town F.C..

Membri fondatori della Cymru Alliance (seconda divisione, area nord) nel 1990, giungono secondi nel 1993 e 1996. In questa seconda occasione arriva la promozione a scapito della squadra dell'Oswestry Town, non eleggibile per la promozione. La prima stagione nella massima serie (1996/97) si conclude con un diciassettesimo posto, che vale la salvezza.

Salvezza che invece non arriva la stagione successiva; dal 1998 fino al 2002 la squadra milita nella serie cadetta. Nel 2002-2003 il Welshpool finisce penultimo nella graduatoria del massimo torneo; in base al regolamento dovrebbe retrocedere, ma guadagna la salvezza, in quanto alla squadra del Neath Athletic viene negata la promozione alla massima serie per inadeguatezza dell'impianto sportivo.
Nel 2008 la squadra cambia nome, incorporando il nome dello sponsor, Technogroup.

## Palmarès

### Competizioni nazionali
- Cymru Alliance: 1

2001-2002
- Welsh Amateur Cup: 1

1971-1972

### Competizioni regionali
- Mid Wales Football League: 7

1967–1968, 1968–1969, 1970–1971, 1972–1973, 1974–1975, 1976–1977, 1979–1980
- Welsh National League (Wrexham Area): 4

1954-1955, 1956-1957, 1961-1962, 1964-1965

### Altri piazzamenti
- Cymru Alliance:

Secondo posto: 1992-1993, 1993-1994, 1995-1996
Terzo posto: 2000-2001